# Hökerbergs bokförlag
Hökerbergs bokförlag, egentligen Lars Hökerbergs Bokförlag, var ett svenskt bokförlag, grundat 1882. I utgivningen märks Gustaf Alfred Aldéns Medborgarens bok i sju volymer, varav den första utkom 1884, samt den första svenska översättningen av Anne Franks dagbok.

## Historia
Hökerbergs bokförlag grundades 1882 av Lars Hökerberg och övertogs 1920 av hans son Folke Hökerberg. Under 1950-talet bildades dotterförlaget ITK Läromedel, vilket såldes till bokförlaget Liber 1997. Hökerbergs utgivning upphörde i början av 2000-talet.